# 태평양 수상함군
태평양 수상함군(영어: Naval Surface Force, Pacific (SURPAC)), 정식 이름 미국 태평양 함대, 수상함군(영어: Naval Surface Force, U.S. Pacific Fleet)은 미국 태평양 함대의 모든 수상함을 관할하는 사령부이다. 캘리포니아주 콜로라도 해군상륙기지에 본부를 두고 있다.
미국 부제독, 3성 장군이 임명되는 직위로서 태평양 수상함군 사령관(Commander, Naval Surface Force Pacific (COMNAVSURFPAC))은 수상전 계획을 설계하는 수상함군 사령관(commander, Naval Surface Force (COMNAVSURFOR)) 직위를 겸임한다. 

## 역사
베트남 전쟁에서 철수한 뒤, 대규모 군축에 따라 1975년 7월 1일에 태평양 함대의 항공모함, 순양함, 구축함군(DESPAC), 프리깃함, 상륙군, 기뢰군(MINEPAC), 근무군(SEVPAC)이 수상함군으로 합쳐졌다. 
1984년, 태평양 수상함대는 구축함모함(ADs) 4척, 수리함(AR) 1척 , 전함(USS 뉴저지 (BB-62) 1척이 SURPAC에 직적 보고하였고, 캘리포니아주 롱비치에서 구난함(ARS) 1척, ATF 3척, AVM 1척, 프리깃함 2척, LKA 1척, LST 1척으로 편성된 제1수상함전대가 창설되었다. 제1,3,5순앙함-구축함단은 여러개의 전대를 제1근무단은 밸레로에 본부를 둔 탄약함 7척을 지휘하는 단 하나의 제3근무전대을 편성하였다.
1987년 4월 16일, 제1해군특수전단이 해군특수전사령부로 전속하였다.

## 부대

### 2023년
- 일본
  - 요코스카
    - 서태평양 부상훈련단 (ATGWP)
    - 제5항공모함타격단 (CARSTKGRU 5)
    - 제15구축함전대 (DESRON 15)
    - 서태평양 수상함단 (NAVSURFGRUWESTPAC)

  - 사세보
    - 제11상륙전대 (PHIBRON 11)
    - 제7소해전대 (MCMRON 7)
    - 제7원정타격단 (ESG 7)
    - 제7해군해변대 (NBU 7)
- 싱가포르
  - 제7구축함전대 (DESRON 7)
- 하외이주 진주만
  - 중부태평양 부상훈련단 (ATGWP)
- 워싱턴주 에버렛
  - 북서태평양 부상훈련단 (ATGNW)
  - 제9구축함전대 (DESRON 9)
  - 제11항공모함타격단 (CARSTKGRU 11)
- 캘리포니아주, 샌디에이고
  - 태평양 부상훈련단 (ATGPAC)
  - 태평양 기술 부상훈련단 (ATGPACENG)
  - 샌디에이고 부상훈련단 (ATGSD)
  - 제1상륙건설대대 (ACB 1)
  - 제1상륙전대 (PHIBRON 1)
  - 제3상륙전대 (PHIBRON 3)
  - 제5상륙전대 (PHIBRON 5)
  - 제1강습정대 (ACU 1)
  - 제1해안상륙대 (BMU 1)
  - 제1항공모함타격단 (CARSTKGRU 1)
  - 제3항공모함타격단 (CARSTKGRU 3)
  - 제9항공모함타격단 (CARSTKGRU 9)
  - 제1구축함전대 (DESRON 1)
  - 제13구축함전대 (DESRON 13)
  - 제21구축함전대 (DESRON 21)
  - 제3원정타격단 (ESG 3)
  - 제1연안전투함전대 (LCSRON 1)
  - 제12소해분대 (MCMDIV 12)
  - 제31소해분대 (MCMDIV 31)
  - 제3소해단 (MCMGRU 3)
  - 제1해군해변단 (NAVBEACHGRU 1/NBG 1)
  - 수상기뢰전개발원 (SWMDC)
  - 제11수상분대 (SURFACEDIV 11)
  - 제11전술항공관제전대 (TACRON 11)
  - 제12전술항공관제전대 (TACRON 12)
  - 제1수상개발전대 (SURFDEVRON 1)

### 1978년
- 순양함-구축함단 1 (제5, 13, 23구축함전대)
- 순양함-구축함단 3 (제7, 17, 27구축함전대)
- 순양함-구축함단 5 (제9, 21, 31, 37구축함전대
- 서태평양 수상단 - 수빅만 해군기지
  - 제15구축함전대 - 일본 요코스카 해군 시설
- 중부태평양 수상단 - 하와이 진주만 해군기지
  - 제25, 33, 35구축함전대
  - 제5근무전대
- 제1상륙단/제76임무대 - 오키나와
- 동태평양 상륙단 (제1, 3, 5, 7상륙전대) - 캘리포니아주, 샌디에고
- 제1해군특수전단
- 제5기뢰전대 (제51, 52, 53, 54기뢰분대)
- 제1근무단 - 캘리포니아주 오클랜드
  - 제1근무전대 - 샌디에고
  - 제3근무전대 - 발레이오

제37구축함전대와 제5기뢰전대 전체는 해군 예비군(NRF) 소속 부대이다.

## 참조
1. ↑  “organization chart” (PDF) (영어). United States Navy. 2023년 4월 6일. 2023년 5월 4일에 확인함.
2. ↑  Fahey & Polmar 1978, 7-8쪽.

- Fahey, James Charles; Polmar, Norman (1978). “Ships and Aircraft of the U.S. Fleet,” (영어) 11판. Annapolis, MD,: Naval Institute Press. ISBN 9780870216428.